# میرزا عبدالواسع مجتهد زنجانی
سید عبدالواسع حسینی زنجانی ، مرجع تقلید ، مجتهد و تولیت مسجد و مدرسه سید و امام جمعه زنجان بود. او سال ۱۲۳۵ ه. ق در زنجان متولد شد.
ادبیات و مقدمات معموله را در زنجان از محضر علما فراگرفت، سپس به اصفهان و حوزه علمیه آن رفت و از سید محمد باقر طارمی استفاده کرد و در جوانی اجازه اجتهاد از استاد خود گرفت.
او در بیست و شش سالگی به زنجان بازگشت و مشغول تدریس، تالیف و اقامه جمعه و جماعت گردید. تولیت مدرسه سید نیز با وی بوده‌است. او اولین فرد از خاندان مجتهد زنجانی است که امامت جمعه زنجان را به عهده گرفته‌است.
سید عبدالواسع با این که خود مجتهد و مرجع تقلید بود ولی خود به تنهایی منبر میرفت و نوحه و روضه خوانی می نمود.
او در تاریخ ۱۲۹۱ ه. ق درگذشت و در آرامگاه مجتهدی زنجان مدفون است.
سید ابوالفضائل حسینی زنجانی، میرزا محمود حسینی زنجانی، سید عزالدین حسینی زنجانی، سید محمد حسینی زنجانی از فرزندان و نوادگان او هستند.

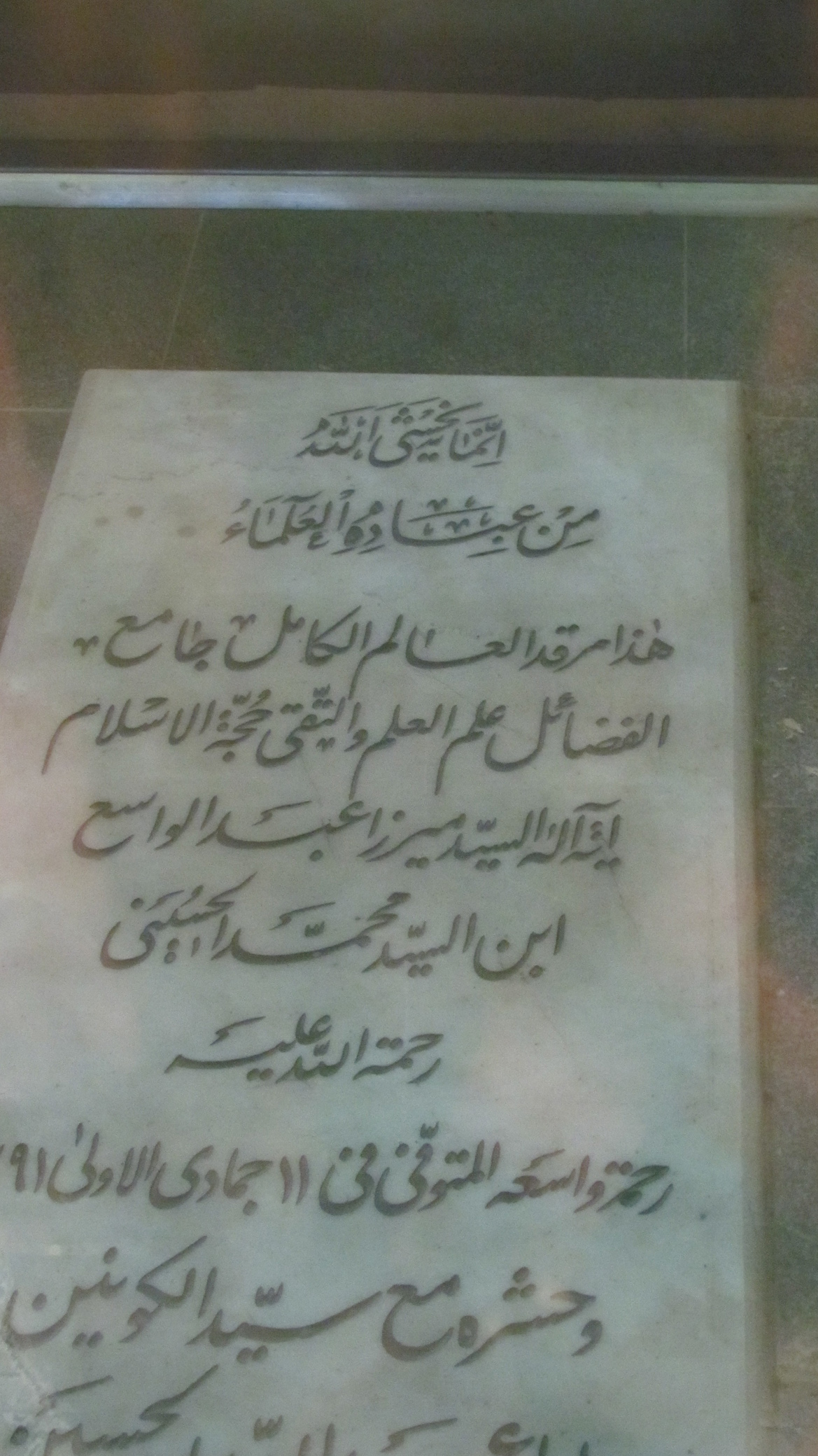
مزار میرزا عبدالواسع مجتهد زنجانی در مقبره مجتهدی زنجان

## آثار و تالیفات
- شوارق الالهام
- رساله مبسوط در اجتهاد و تقلید
- حاشیه برشرح جدید تجوید
- حاشیه بر قوانین
- حاشیه بر ریاض سید علی کربلایی
- کتابی در ۱۰ جلد در مواعظ و اخلاق و ...